# HMS Elizabeth (1769)
HMS Elizabeth (1769) — 74-пушечный линейный корабль 3 ранга Королевского флота. Восьмой корабль Его величества, названный Elizabeth.
Заказан 6 ноября 1765 года. Спущен на воду 17 октября 1769 года на королевской верфи в Портсмуте. Головной корабль одноименного типа.
Участвовал в Американской революционной войне.
1779 — капитан Уильям Траскотт (англ. William Truscott), был при Гренаде.
1782 — капитан Кингсмилл (англ. R. Kingsmill), Спитхед, назначением в Ост-Индию.
1797 — разобран.